# Eulophus ramicornis
Eulophus ramicornis är en stekelart som först beskrevs av Fabricius 1781.  Eulophus ramicornis ingår i släktet Eulophus och familjen finglanssteklar. Arten är reproducerande i Sverige. Inga underarter finns listade i Catalogue of Life.

## Bildgalleri

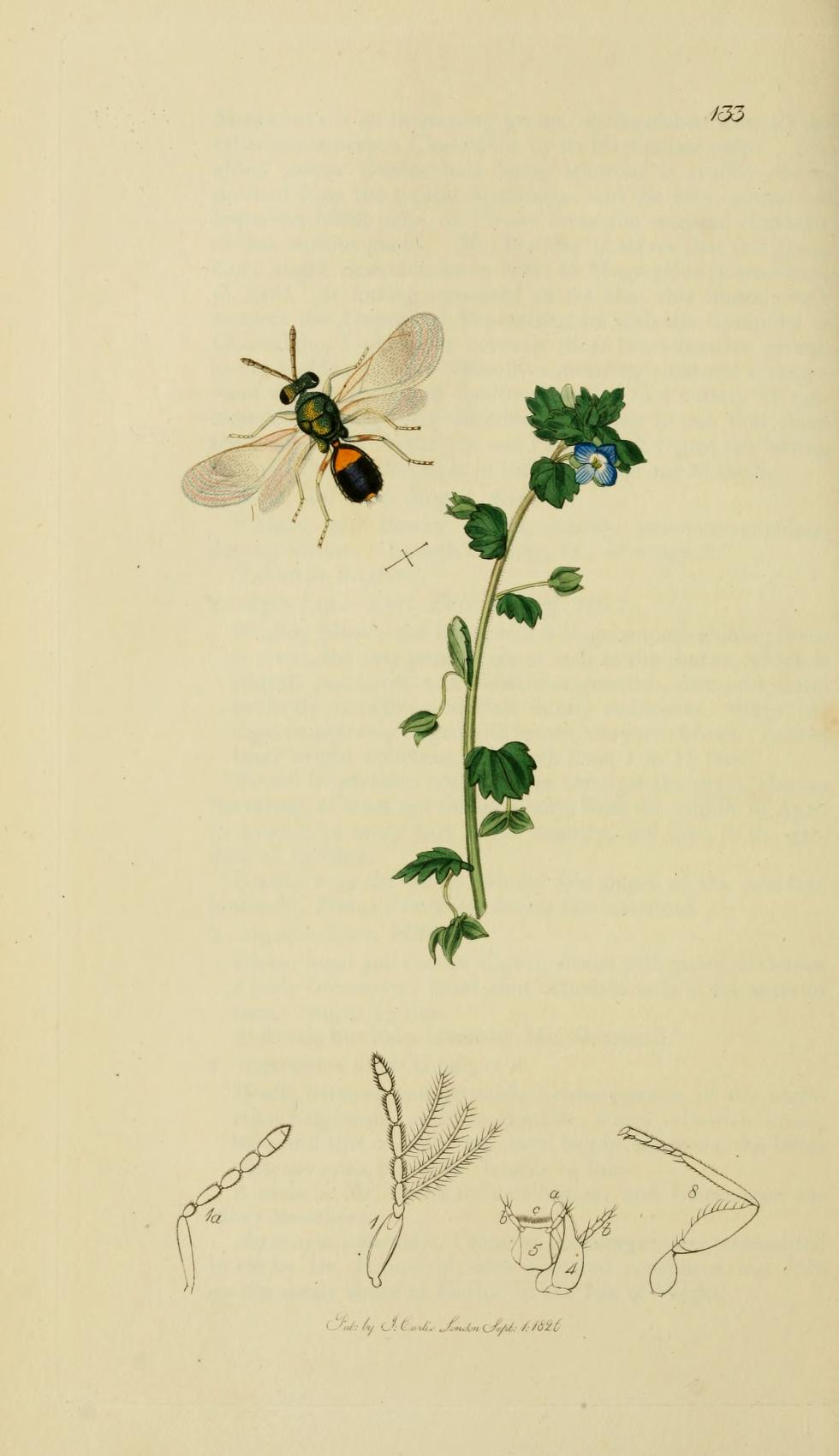